# 卓在勳
卓在勳，（本名：裴晟佑，1968年7月24日—），韩国歌手、电影演員、电视节目主持人。

## 綜藝節目
| 年份                               | 電視台        | 名稱                        | 備註                                                   |
| ---------------------------------- | ------------- | --------------------------- | ------------------------------------------------------ |
| 2004~2010                          | 《KBS》       | 상상Plus                    |                                                        |
| 2008, 2009, 2016, 2017, 2020, 2021 | 《MBC》       | 黃金漁場 Radio Star         | Ep 75-77、 101-102、119-120、426、541、676、703        |
| 2009~2012                          | 《MBC》       | 日晚                        | 主演 - 大望、Quiz Prince、哥哥樂隊、熱血兄弟、勝負之神 |
| 2010                               | 《KBS》       | 天下無敵棒球團              |                                                        |
| 2011                               | 《KBS》       | 承勝長驅                    | 主持-自88回加入至今                                    |
| 2012~2013                          | 《Mnet》      | 披頭士密碼2                 | 主持                                                   |
| 2012                               | 《E Channel》 | 특별기자회견                | 主持                                                   |
| 2012                               | 《Channel A》 | 분노왕                      |                                                        |
| 2012                               | 《JTBC》      | 상상연애대전                |                                                        |
| 2012                               | 《KBS2》      | 月光王子                    |                                                        |
| 2012                               | 《Channel A》 | 今天開始大學生              |                                                        |
| 2016                               | 《KBS》       | 不朽的名曲                  | Ep 276 特別出演                                        |
| 2016                               | 《MBC》       | My Little Television        | Ep 61 參演者                                           |
| 2016                               | 《JTBC》      | 拜託了冰箱                  | Ep 45 嘉賓                                             |
| 2016                               | 《SBS》       | 셀프 디스 코믹 클럽         |                                                        |
| 2016                               | 《JTBC》      | 非首腦對談                  | Ep 109 來賓                                            |
| 2016                               | 《SBS》       | Fantastic Duo               | Ep 19-20 主要嘉賓                                      |
| 2016                               | 《MBC》       | 花美男Bromance              | 中秋特輯 嘉賓                                          |
| 2016                               | 《SBS》       | Drive Club                  |                                                        |
| 2016                               | 《OLIVE》     | 在8時見                     |                                                        |
| 2016                               | 《MBC》       | Star Show 360               | 主持人                                                 |
| 2016                               | 《JTBC》      | Girl Spirit                 | Ep 7 導師                                              |
| 2016                               | 《JTBC》      | 슈퍼맨을 만나다             |                                                        |
| 2016                               | 《tvN》       | SNL Korea 7                 | Ep 148 主角                                            |
| 2016                               | 《tvN》       | 내게 남은 48시간            |                                                        |
| 2016                               | 《Navercast》 | 3차 가는길                  |                                                        |
| 2016                               | 《Sky Drama》 | 주크버스                    |                                                        |
| 2016                               | 《Mnet》      | The God of Music - Season 2 | 嘉賓                                                   |
| 2016~2017                          | 《tvN》       | 人生酒館                    | 主持                                                   |
| 2016、2020                         | 《JTBC》      | 認識的哥哥                  | Ep 35、241 嘉賓                                        |
| 2017                               | 《KBS》       | Happy Sunday                |                                                        |
| 2017                               | 《MBC》       | 哥哥的想法                  | 主持                                                   |
| 2017                               | 《Mnet》      | S計劃-惡魔的才藝捐獻        | 主持                                                   |
| 2017                               | 《SBS》       | 我家的熊孩子                | 2017做為半固定嘉賓加入節目至今                         |
| 2018                               | 《KBS2》      | 1%的友情                    | Ep 7、8 嘉賓                                           |
| 2018                               | 《SBS》       | Reckless but Happy          | 固定嘉賓                                               |
| 2019                               | 《MBN》       | 最佳的一擊                  | 主持                                                   |
| 2021                               | 《SBS》       | 家師父一體                  | Ep 162-165 嘉賓                                        |
| 2021                               | 《SBS》       | Tikita Car                  | 主持                                                   |
| 2021                               | 《tvN》       | 牛島酒店                    | 主持                                                   |
| 2021                               | 《SBS》       | 脫掉鞋子恢單4Men            | 主持                                                   |

## 影視作品

### 电影
| 年份 | 作品                         |
| ---- | ---------------------------- |
| 1994 | 《獨自升起的月亮》           |
| 2002 | 《如果有不錯的人請介紹給我》 |
| 2004 | 《三姐妹的情人》             |
| 2005 | 《家族的榮耀2》              |
| 2006 | 《PK金武門》                 |
| 2006 | 《赤腳的基奉兒》             |
| 2007 | 《我生命中最糟糕的男人》     |
| 2008 | 《小王子》                   |
| 2011 | 《你睡著的時候》             |
| 2018 | 《背叛的玫瑰》               |
| 2023 | 《家门的荣光：重启》         |

### 電視剧
| 年份 | 作品                     | 電視台 | 備註               |
| ---- | ------------------------ | ------ | ------------------ |
| 1993 | 《경찰청 사람들》        | MBC    | 特別出演           |
| 1998 | 《順風婦產科》           | SBS    | 特別出演           |
| 2009 | 《公主歸來》             | KBS    |                    |
| 2012 | 《蠑螈道士和影子操作團》 | SBS    |                    |
| 2016 | 《沒禮貌的英愛小姐》     | tvN    | 客串(傳銷公司公關) |
| 2020 | 《便利店新星》           | SBS    | 客串               |
| 2021 | 《黑洞》                 | OCN    | 客串(餐廳老闆)     |
| 2023 | 《神聖的偶像》           | tvN    | 鮮于實             |

## 歌手活动
卓在勳于1990年在地下Live Club作為摇滚乐歌手首次出道，于1995年发行了第一张专辑《我選擇的路》，1997年发行了第二张专辑《Rebirth》，但成績并不好。卓在勳后来在綜藝节目中提到對推出个人专辑感到后悔。 2004年，以S.papa的神秘概念，发行了第一张专辑《Rebeginning Story》。这张专辑很受欢迎，很快就被发现是其身份其實是卓在勳。 2006年，卓在勳把自己以配角出演的电影《光腳的基峰 OST》收录在专辑中。 

### Country Kko Kko團體活动
在發行两張個人專輯后，他与申廷煥一起组成团体Country Kko Kko。1998年，发行首张专辑《Country Kko Kko》並以主打歌<Oh！Happy>進行活動。於1999年发行的第二张专辑《Color Of Chameleon》所收錄的〈일심〉及〈Gimme! Gimme!〉均獲得了許多人氣。2000年，发行了第三张专辑《Country Kko Kko 03》，主打歌〈오! 가니〉大熱。 2001年，发行了第四张专辑《High Society》，主打歌<어이해>大熱。 2002年第五张专辑《딱! 내 스타일이에요》，主打歌〈콩가〉很受欢迎。2003年，隨著申廷煥轉經紀公司，Country Kko Kko亦解散。由于卓在勳和申廷煥两个人的醜聞，KBS不再播放Country Kko Kko的歌，直至2018年KBS才把卓在勳從禁演名单上除名 。

## 事件
- 2016年3月，卓在勳通過節目《音樂之神2》重返螢幕，並發表感想。同場藝人都笑說，卓在勳回归後沒有意思[4][5]。
- 2013年11月，检察官调查了卓在勳，指他有用手提電話在私人互联网赌博网站上进行海外体育赛事所谓的“对接赌博”的嫌疑。在2013年11月的赌博事件前，還有2009年的赌博事件，卓在勳承認此两起赌博事件，反省時間後將回歸螢幕[6]。
- 2009年秋天，首尔江南的一间美容室接待了一名在调查海外遠程赌博的警察，並疑似泄露調查情報及厚遇二至三千萬韓元[7]。然而，卓在勳一直忙于举办当时演藝大獎頒奖等活动，而未列入调查名单中，並稱對於报道虚假事实的媒体會以法律作回應[8]。
- 2003年2月27日，由于酒後駕駛嫌疑（违反道路交通法），被首尔龙山警察局作不拘留檢控[9]，驾驶执照被暂停了100天。

## 廣告
- 2006年 CJ 白雪饺子
- 2006年 永進藥品 Q10
- 2006年 每日乳業 消化良好的牛奶
- 2007年 목우촌
- 2007年 리드코프
- 2008年 교원L＆C Wells净水器
- 2010年 OTTOGI 真拉面

## 獲奖經歷
- 2000年 公共信息办公室 感谢牌匾
- 2000年 韓國影像專輯大獎 数碼阿兹特人氣奖
- 2002年 第39届储蓄日 总统表彰
- 2004年 MBC演藝大獎 最佳服裝奖
- 2005年 KBS演藝大獎 Show娛樂部門 最優秀奖
- 2005年 KBS演藝大獎 Show娛樂部門 最優秀環節奖（想像Plus - 世代共感 Old & New）
- 2007年 KBS演藝大獎 大奖
- 2019年 SBS演艺大赏 最佳情侣赏（《我家的熊孩子》，与李常敏共同获奖）[10]
- 2020年 SBS演艺大赏 特别奖（最佳抢镜人，《我家的熊孩子》）[11]

## 注脚
1. ↑  한인구. . 매일경제. 2016-06-07  [2017-09-29]. （原始内容存档于2020-04-12） （韩语）.
2. ↑  최민지. . 티브이데일리. 2011-01-28  [2017-09-29]. （原始内容存档于2020-09-27） （韩语）.
3. ↑  이지석. . 스포츠서울. 2018-04-16  [2018-04-16]. （原始内容存档于2020-04-12） （韩语）.
4. ↑  . 2016-03-23  [2019-07-20]. （原始内容存档于2019-07-20） （韩语）.
5. ↑  . 2016-03-23  [2019-07-20]. （原始内容存档于2020-10-28） （韩语）.
6. ↑  . 2013-11-10  [2019-07-20]. （原始内容存档于2013-12-03） （韩语）.
7. ↑  . 2013-12-02  [2019-07-20]. （原始内容存档于2013-12-03） （韩语）.
8. ↑  .   [2019-07-20]. （原始内容存档于2013-12-04） （韩语）.
9. ↑  황희경. . 연합뉴스. 2003-02-27  [2017-09-21]. （原始内容存档于2020-04-12） （韩语）.
10. ↑  .   [2020-09-02]. （原始内容存档于2019-12-29）.
11. ↑  【2020 SBS演艺大赏】完整得奖名单：《RM》＆《我家的熊孩子》金钟国夺大赏：「感谢帮助我的人、粉丝们」 - KSD 韩星网 (综艺)

## 外部連結
- 卓在勳的Instagram帳戶
- 卓在勳 NATE人物
- 卓在勳 EPG明星资讯
- 卓在勳 Daum电影 （页面存档备份，存于）